# Montclair (Kalifornija)
Montclair je grad u američkoj saveznoj državi Kalifornija. Prema popisu stanovništva iz 2010. u njemu je živjelo 36.664 stanovnika.